# Nepotianus

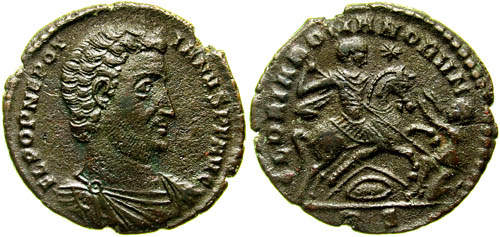
Münze des Nepotianus

Nepotianus (eingedeutscht Nepotian, mit vollem Namen Flavius Iulius Popilius Nepotianus Constantinus; † 30. Juni 350 in Rom) war ein römischer Usurpator des Jahres 350.

## Leben
Nepotianus war der Sohn Eutropias, einer Halbschwester Konstantins des Großen. Vermutlich war Virius Nepotianus, der Konsul von 336, sein Vater. Nepotianus überlebte als einziger männlicher Verwandter Konstantins neben Constantius Gallus und Julian die Morde nach dem Tod Konstantins des Großen. Konstantin hatte sein Reich seinen drei Söhnen überlassen; 350 waren von diesen noch Constans und Constantius II. am Leben. Am 18. Januar dieses Jahres ließ sich Magnus Magnentius in Augustodunum (Autun) zum Kaiser ausrufen. Constans floh daraufhin und wurde schließlich ermordet. Am 1. März ernannte sich Vetranio, der greise Heermeister des illyrischen Heeres, zum Kaiser.
Gegen die pro-heidnische Politik des von Kaiser Magnentius eingesetzten praefectus urbis Romae (Stadtpräfekten) Fabius Titianus erhob sich bald Widerstand in der stadtrömischen Bevölkerung. Nepotianus ernannte sich am 3. Juni 350 selbst zum Imperator. Unterstützt wurde er dabei angeblich von Gladiatoren und „verzweifelten Männern“, also wohl einer Schar bewaffneter Aufständischer. Es ist ungeklärt, ob Constantius II. Nepotianus bei der Machtergreifung unterstützt hat. Es spricht mehr dafür, dass die christliche Opposition, die auch im Senat saß, Nepotianus von der Notwendigkeit einer Revolte überzeugte. Magnentius entsandte Legionäre unter Führung seines magister officiorum Marcellinus nach Rom. Am 30. Juni wurde der Aufstand niedergeschlagen. Nepotianus wurde getötet und sein Kopf auf einer Lanze durch die Straßen Roms getragen. In der darauffolgenden Proskription wurde unter anderem auch Eutropia, die Mutter des Nepotianus, hingerichtet.